# Crotalaria stenorhampha
Crotalaria stenorhampha är en ärtväxtart som beskrevs av Hermann August Theodor Harms. Crotalaria stenorhampha ingår i släktet sunnhampor, och familjen ärtväxter. Inga underarter finns listade i Catalogue of Life.